# Urszula Radwańska
Urszula Radwańska (ur. 7 grudnia 1990 w Ahaus) – polska tenisistka.
Zwyciężczyni jednego turnieju WTA w grze podwójnej. Zdobywczyni juniorskiego Małego Szlema w grze podwójnej w 2007 roku (French Open, Wimbledon i US Open), triumfatorka juniorskiego Wimbledonu 2007 w grze pojedynczej oraz finalistka juniorskiego US Open 2007 w grze pojedynczej oraz juniorskiego Australian Open 2007 w grze podwójnej. Reprezentantka kraju w Pucharze Federacji. Uczestniczka Letnich Igrzysk Olimpijskich 2012. Piąta najwyżej klasyfikowana polska zawodniczka w historii rankingu WTA.

## Życie prywatne
Urodziła się w Ahaus na terenie Niemiec. Pochodzi ze sportowej rodziny: jej dziadek Władysław (zm. 2013) był hokeistą i trenerem Cracovii, a ojciec i zarazem trener Robert Radwański był tenisistą klubu KS Nadwiślan Kraków, uprawiał też łyżwiarstwo figurowe w KS Krakowianka. Jej starsza siostra, Agnieszka, także była tenisistką. Ich matka, pochodząca ze sportowej rodziny Marta (z domu Pietrzykowska, absolwentka studiów wyższych z dyplomem inżyniera), zajmowała się finansami córek.
Ukończyła gimnazjum i liceum ogólnokształcące w Zespole Szkół Ogólnokształcących Mistrzostwa Sportowego im. Mikołaja Kopernika w Krakowie. W 2009 podjęła studia na kierunku turystyka i rekreacja na Akademii Wychowania Fizycznego im. Bronisława Czecha w Krakowie. 11 grudnia 2017 obydwie siostry obroniły tam prace licencjackie.
Urszula Radwańska spotyka się z polskim tenisistą Piotrem Gadomskim.

## Kariera sportowa

### 2005
Wraz z siostrą Agnieszką wygrała rywalizację deblistek w juniorskim turnieju Tomaszewski Cup by Microsoft. W październiku 2005 Urszula Radwańska wraz z siostrą i Maksymilią Wandel wygrała w Barcelonie Junior Fed Cup, czyli drużynowe Mistrzostwo Świata do lat 16.
Z pięcioma punktami na koncie, sezon 2005 zakończyła na 1025. miejscu w rankingu WTA.

### 2006
W kwietniu wygrała swój pierwszy profesjonalny turniej tenisowy. Był to turniej ITF z pulą 10 000 dolarów, rozegrany w brytyjskim Bath. W pięciu meczach pokonała pięć wyżej notowanych przeciwniczek, w tym w I rundzie rozstawioną z numerem pierwszym Sarah Leah Borwell i w finale rozstawioną z numerem piątym Kanadyjkę Valérie Tétreault 7:6(6), 6:2.
W maju dostała „dziką kartę” od organizatorów J&S Cup, ale w I rundzie przegrała z Venus Williams. Kilka tygodni później odniosła swój największy sukces w karierze: po przejściu eliminacji awansowała do drugiej rundy turnieju WTA w Stambule, eliminując w I rundzie 53. zawodniczkę rankingu, Marię Elenę Camerin. Było to jej pierwsze zwycięstwo nad zawodniczką z czołowej setki rankingu WTA. W pierwszym tygodniu sierpnia 2006 Radwańska powtórzyła sukces ze Stambułu, przechodząc eliminacje turnieju WTA w Sztokholmie, ponownie awansując do drugiej rundy, gdzie przegrała mając nawet piłki setowe z rozstawioną z numerem pierwszym Anastasiją Myskiną.
Odniosła kolejny sukces w juniorskim Wimbledonie 2006. Po pokonaniu Mayi Bhorozowej w meczu o szesnastkę, uporała się z rozstawioną z numerem piątym Soraną Mihaelą Cirsteą. W kolejnej rundzie pokonała Tyrę Calderwood 7:5, 6:3 i w ćwierćfinale Naomi Cavaday 6:3, 6:2. W walce o finał uległa 6:3, 3:6, 6:8 Caroline Wozniacki, nie wykorzystując trzech piłek meczowych. Była też w półfinale debla, w parze z Ariną Rodionową.
Kolejnym sukcesem była wygrana juniorskiego turnieju Eddie Herr International na Florydzie, nie tracąc nawet seta. W finale Polka pokonała turniejową dwójkę, Soranę Mihaelę Cirstea 6:3, 6:1. Na początku grudnia wygrała w parze z Soraną Mihaelą Cirsteą rywalizację deblową prestiżowego turnieju juniorskiego Orange Bowl na Florydzie.
Sezon 2006 zakończyła na 310. miejscu w rankingu WTA.

### 2007
Podczas Australian Open 2007 juniorów, Radwańska doszła do ćwierćfinału gry pojedynczej oraz finału gry podwójnej razem z Julią Cohen, jako najwyżej rozstawiona para, gdzie uległy Jewgieniji Rodinie i Arinie Rodionowej.
Radwańska wystartowała pod koniec lutego w eliminacjach do turnieju II kategorii w Dosze. W pierwszym meczu uległa Anne Kremer 4:6, 0:6. Podczas turnieju na kortach Warszawianki przegrała z Jeleną Wiesniną 6:2, 6:7, 3:6, nie wykorzystując trzech piłek meczowych. W ostatnim secie meczu, gdy Wiesnina korzystała z pomocy medycznej, Radwańska zamiast rozgrzewać się, spędziła ten czas na ławce.
W maju Radwańska wystąpiła w turnieju WTA w Stambule. Start w singlu zakończyła na trzeciej rundzie kwalifikacji po porażce z Jekateriną Dzechalewicz. Z kolei w deblu występowała z siostrą Agnieszką i nieoczekiwanie wygrały turniej bez straty seta. W drodze do finału pokonały m.in. siostry Bondarenko, a w finale łatwo zwyciężyły 6:1, 6:3 z Sanią Mirzą grającą w parze z Chan Yung-jan.
W czerwcu w parze z Kseniją Mileuską wygrała juniorski turniej French Open 2007 w deblu, pokonując parę Sorana Cîrstea/Alexa Glatch 6:1, 6:4.
Największy sukces w dotychczasowej karierze odniosła wygrywając turniej gry pojedynczej juniorek podczas Wimbledonu. Rozstawiona z numerem szóstym w finale, pokonała Madison Brengle 2:6, 6:3, 6:0. Wygrała ten turniej również w grze podwójnej juniorek, w parze z Anastasiją Pawluczenkową, pokonując Misaki Doi/Kurumi Nara 6:4, 2:6, 10:7. Urszula Radwańska jest trzecią Polką, która wygrała Wimbledon i drugą po Aleksandrze Olszy, która dokonała tego zarówno w singlu, jak i w deblu.
Podczas US Open 2007 w parze z Kseniją Mileuską wygrały grę podwójną juniorek, w finale pokonując parę Łykina/Kalasznikowa 6:2 6:1.
Po raz pierwszy w karierze osiągnęła ćwierćfinał singla, występując w październiku w turnieju WTA w Bangkoku. Startując z „dziką kartą” (sklasyfikowana wówczas na 407. miejscu w rankingu WTA), pokonała w 1/8 Virginie Razzano 7:6(3), 7:5, przerywając jej serię jedenastu zwycięstw z rzędu. W ćwierćfinale przegrała z reprezentantką Chin Chan Yung-jan 2:6, 3:6.
Sezon 2007 zakończyła na 288. miejscu w rankingu WTA i na pierwszym miejscu w rankingu ITF juniorek.

### 2008
Na początku roku wystartowała w eliminacjach kwalifikacyjnych do turnieju wielkoszlemowego Australian Open 2008. Odpadła w ostatniej, III fazie eliminacji, przegrywając z numerem trzecim eliminacji, Julią Schruff 3:6, 0:6. Dzięki dzikiej karcie wystąpiła w turnieju Pattaya Women’s Open 2008. Jednakże odpadła tam w pierwszej rundzie. Polka dotarła także w tym roku do drugiej rundy Wimbledonu. W I rundzie tego turnieju Urszula Radwańska pokonała Czeszkę Klarę Zakopalovą 6:4, 6:1, w II rundzie musiała jednak uznać wyższość Sereny Williams, z którą przegrała 4:6, 4:6.
Na przełomie lipca i sierpnia wystąpiła w turnieju VanOpen rangi ITF z pulą nagród 50 000 dolarów, rozegranym w Vancouver. Rozstawiona z numerem drugim, bez straty seta dotarła do finału, gdzie pokonała turniejową czwórkę, Francuzkę Julie Coin 2:6, 6:3, 7:5, wygrywając cały turniej.
Na przełomie września i października wystąpiła w ostatnim w sezonie turnieju najniższej kategorii, Tier IV, Tashkent Open 2008. Występ był dla niej udany, ponieważ pierwszy raz w sezonie i drugi raz w karierze dotarła do ćwierćfinału singla turnieju WTA. W pierwszej rundzie pokonała faworytkę gospodarzy, rozstawioną z numerem siódmym, Akgul Amanmuradovą 7:6(5), 6:3, w drugiej rundzie wyeliminowała Sopię Szapatawę 7:5, 6:2, a w ćwierćfinale po zaciętej walce uległa turniejowej czwórce, Sabine Lisicki 6:3, 5:7, 6:7. Z kolei w deblu w parze z Andreją Klepač dotarły do półfinału.
Sezon 2008 zakończyła na 127. miejscu w rankingu WTA.

### 2009
Sezon 2009 rozpoczęła od udziału w turnieju w Hobart, w którym osiągnęła drugą rundę. W kwalifikacjach pokonała wówczas 31. w rankingu singlowym Francescę Schiavone 6:3, 7:6(4). W turnieju głównym w I rundzie wygrała z rozstawioną z numerem szóstym Aleksandrą Woźniak w trzech setach. W II rundzie Polka skreczowała.
Podczas Australian Open dotarła do III rundy kwalifikacji, w której przegrała ze Stéphanie Dubois. Z kolei w Dubaju sprawiła niespodziankę, eliminując w pierwszej rundzie swoją starszą siostrę, Agnieszkę Radwańską 6:4, 6:3. W drugiej rundzie turnieju oddała jednak mecz poprzez krecz.
W Indian Weels doszła do czwartej rundy zawodów. W pierwszym spotkaniu pokonała Michelle Larcher de Brito 4:6, 6:2, 6:4. W kolejnej rundzie zwyciężyła z ósmą wówczas na świecie Rosjanką Swietłaną Kuzniecową 6:2, 4:6, 6:3. W trzecim meczu pokonała Alexę Glatch 6:3, 7:6(3). Następnie uległa Caroline Wozniacki 5:7, 3:6. W turnieju w Miami w I rundzie uległa Chince Li Na, na tym samym etapie turnieju zakończyła rozgrywki na kortach Roland Garros, przegrywając z Yaniną Wickmayer 6:4, 3:6, 0:6. W Birmingham Radwańska doszła do ćwierćfinału pokonując kolejno Mariję Kirilenko, Petrę Cetkovską, Julię Görges. W meczu ćwierćfinałowym przegrała z Magdaléną Rybárikovą 3:6, 3:6.
Podczas wielkoszlemowego Wimbledonu doszła do II rundy, ulegając w niej Dominice Cibulkovej 2:6, 4:6. W Los Angeles doszła do ćwierćfinału pokonując między innymi Dominikę Cibulkovą i Li Na. W ćwierćfinale uległa po spotkaniu z Mariją Szarapową, przegrany przez Polkę 4:6, 5:7. Na kortach Flushing Meadows uległa w pierwszej rundzie Kristinie Barrois.
Sezon 2009 zakończyła na 66. miejscu w rankingu singlowym WTA.

### 2010

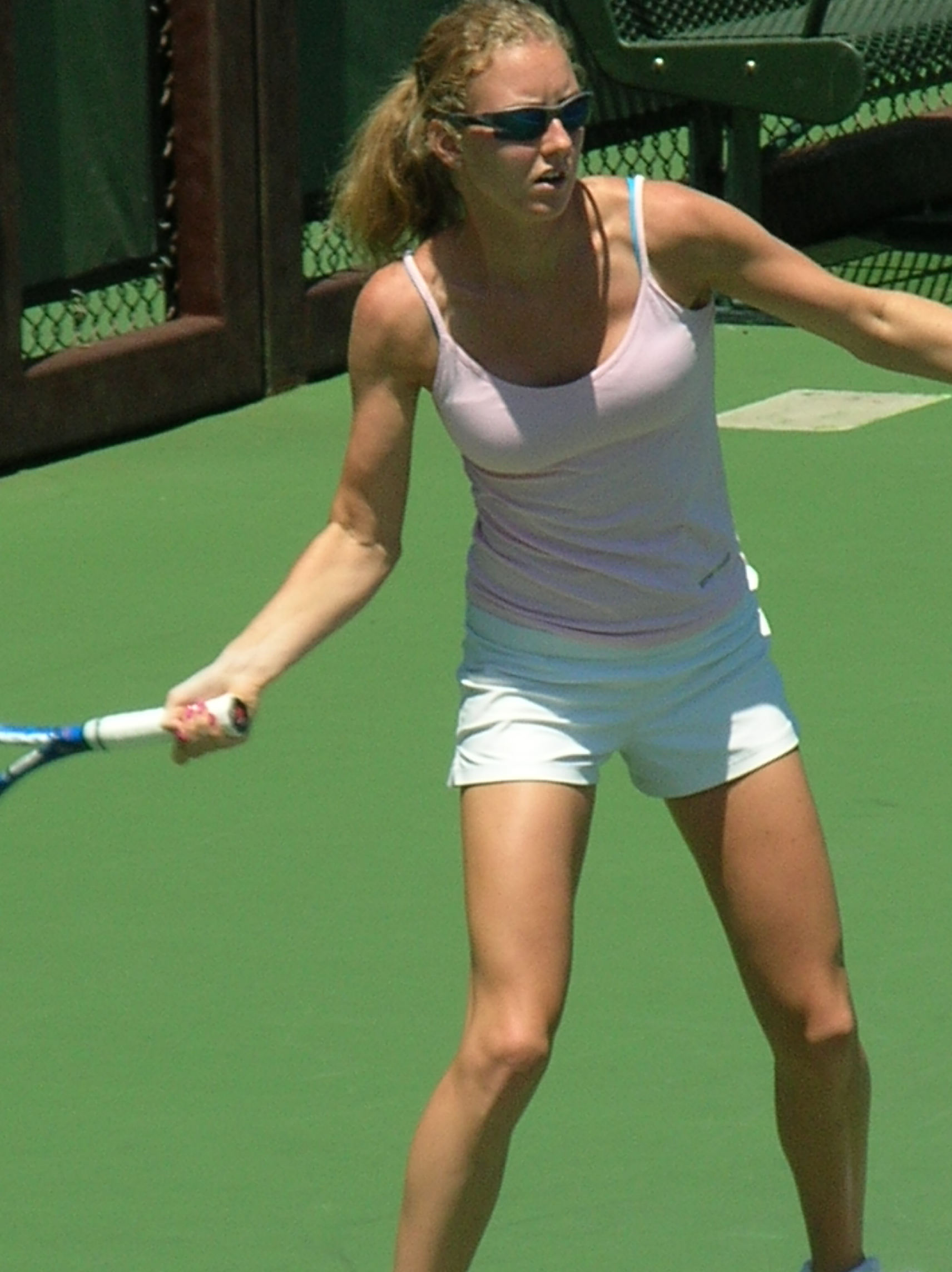
Urszula Radwańska podczas turnieju w Stanford w 2010

Sezon 2010 rozpoczęła od kwalifikacji w Sydney, gdzie przegrała w trzeciej rundzie z Jill Craybas. W Australian Open trafiła na rozstawioną z jedynką Serenę Williams, z którą przegrała 2:6, 1:6. Po tym turnieju wykryto u niej kontuzję pleców, która zmusiła ją do półrocznej przerwy w startach w turniejach i treningach. Efektem przerwy był spadek z 72. miejsca na 189. miejsce w rankingu WTA.
Wróciła na turniej w San Diego, gdzie przegrała w I rundzie kwalifikacji. Tak samo było w Cincinnati. W Montrealu odpadła natomiast w II rundzie kwalifikacji. W US Open dotarła do drugiej rundy, dzięki zwycięstwie nad Anną Czakwetadze 6:3, 6:3. W drugiej rundzie uległa jednak Hiszpance Lourdes Domínguez Lino 2:6, 5:7. Dzięki US Open awansowała z 339. na 234. miejsce w rankingu WTA.
W Seulu przegrała w pierwszej rundzie z Mariją Kirilenko 3:6, 1:6. Później, w turnieju ITF w Tokio doszła do drugiej rundy, przechodząc przez kwalifikacje. W pierwszej rundzie turnieju pokonała Stefanie Vögele 6:0, 6:3. W drugiej rundzie uległa Ayumi Moricie 6:2, 1:6, 2:6. W turnieju ITF w Saint Raphael doszła do finału pokonując kolejno Laurę Thorpe, Jelenę Dokić, Esterella Cabezę Candezę i Laurę Pous Tió, by w finale ulec Alison Riske 4:6, 2:6.
W Ismaning (z pulą nagród 50 000 dolarów), Radwańska zdobyła swój trzeci singlowy tytuł w rozgrywkach z cyklu ITF. Polka przeszła przez kwalifikacje, a w turnieju głównym pokonała kolejno Sarę Gronert 6:2, 6:2, Ewę Birnerovą 6:1, 6:0, Annikę Beck 4:6, 6:4, 6:1, turniejową jedynkę Kristinę Barrois 6:7(4), 6:4, 6:4, a w finale rozstawioną z numerem piątym Andreę Hlaváčkovą 7:5, 6:4. Był to jej ostatni turniej w tym roku.
Sezon 2010 zakończyła na 191. miejscu w rankingu WTA.

### 2011
Podczas Australian Open, w Dubaju i w Dosze odpadała w kwalifikacjach. Później wystąpiła w turnieju głównym w Kuala Lumpur, gdzie w I rundzie pokonała Junri Namigatę 6:1, 6:3. W II rundzie przegrała z Serbką Bojaną Jovanovski 6:1, 5:7, 4:6.
W Indian Wells doszła do trzeciej rundy pokonując wcześniej Bojanę Jovanovski 3:6, 6:4, 7:6(6). W drugiej rundzie zwyciężyła z wówczas 34. w rankingu, Czeszką Klárą Zakopalovą 6:3, 5:7, 6:2. W trzeciej rundzie po meczu z Wiktoryją Azaranką odpadła z turnieju przegrywając 6:7(7), 3:6.
W Miami i Fezie odpadała w I rundzie, przegrywając z Simoną Halep i Eleni Daniilidu. W Estoril doszła do II rundy, wygrywając przedtem z rozstawioną z numerem czwartym Anastasiją Sevastovą 5:7, 7:6(5), 6:1. W II rundzie odpadła po meczu z Johanną Larsson.
W Rzymie, na kortach Roland Garros i podczas Wimbledonu odpadała w pierwszych rundach kwalifikacji. W Stanford dotarła do drugiej rundy, pokonując Olgę Sawczuk. Na kortach Flushing Meadows odpadła w pierwszej rundzie po przegranym meczu z siostrą, Agnieszką 2:6, 3:6.
W Taszkencie osiągnęła swój największy sukces w sezonie, dochodząc do półfinału turnieju. W I rundzie tego turnieju pokonała Słowaczkę Janę Čepelovą 6:1, 6:4. W kolejnym spotkaniu wygrała z reprezentantką gospodarzy, Akgul Amanmuradovą 6:7(7), 6:4, 6:3. W ćwierćfinale pokonała Greczynkę Eleni Daniilidu 6:3, 4:6, 6:4, by w półfinale ulec Kseniji Pierwak 2:6, 4:6. W Kantonie doszła do ćwierćfinału, gdzie przegrała mając kilka piłek meczowych z późniejszą zwyciężczynią tego turnieju Chanelle Scheepers 6:4, 6:7(8), 3:6.
Sezon 2011 zakończyła na 109. miejscu w rankingu WTA.

### 2012

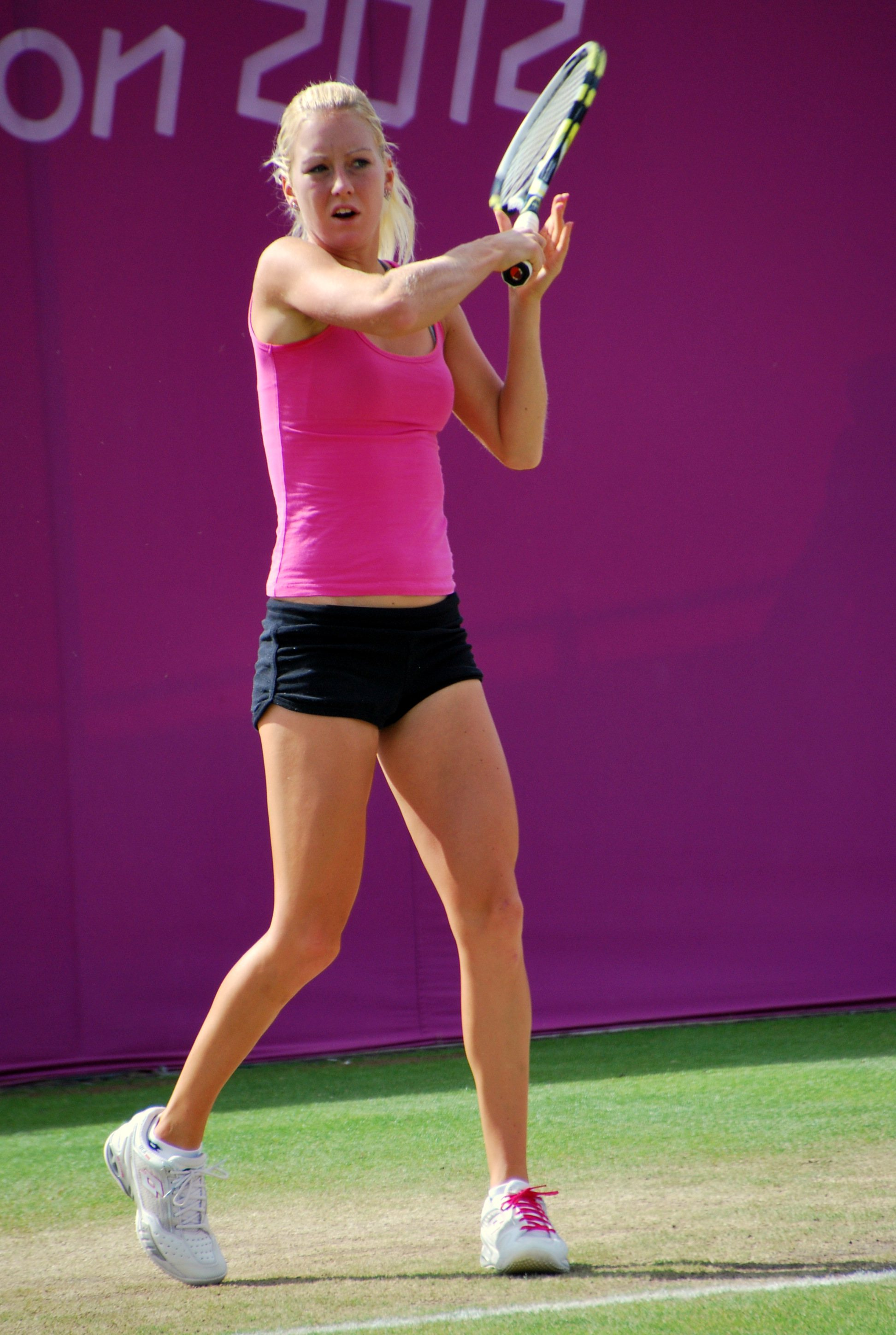
Urszula Radwańska na igrzyskach olimpijskich

Sezon 2012 rozpoczęła od udanych kwalifikacji w turnieju w Sydney. W pierwszej rundzie turnieju znów trafiła na swoją siostrę, Agnieszkę, z którą przegrała 1:6, 1:6. W Australian Open doszła do drugiej rundy pokonując w poprzedzającej rundzie Amerykankę Alison Riske 6:4, 1:6, 6:2. W drugim spotkaniu przegrała z Soraną Cîrsteą 6:1, 2:6, 3:6.
W Pattai doszła do II rundy pokonując wcześniej Ansatazję Piwowarową 6:4, 6:1. W II rundzie Polka przegrała z rozstawioną z numerem trzecim Danielą Hantuchovą 3:6, 2:6. Następnie Polka wzięła udział w turnieju w Dosze, gdzie po przebrnięciu kwalifikacji, została pokonana w I rundzie turnieju głównego przez Lucie Šafářovą 3:6, 4:6. Później wystąpiła w turniejach w Indian Wells i Miami. W obu imprezach przegrała w I rundach. W Indian Wells uległa Michaëlli Krajicek 6:3, 4:6, 4:6, a w Miami przegrała z Kateryną Bondarenko 6:3, 6:7(7), 4:6, wcześniej przechodząc przez kwalifikacje.
Pomiędzy turniejami w USA, wystąpiła w turnieju z cyklu ITF w Nassau, gdzie odpadła w drugiej rundzie po porażce 2:6, 2:6 z Amerykanką Marią Sanchez. Później polska tenisistka pojechała na turniej do Charleston, gdzie w pierwszej rundzie przegrała z Czeszką Lucie Hradecką 1:6, 4:6. Następnie Radwańska udała się na turniej do Kopenhagi, gdzie w pietwszej rundzie zmierzyła się z turniejową jedynką, Caroline Wozniacki. Polka miała trzy piłki setowe przy stanie 5:2 i jej serwisie w pierwszym secie, ale pomimo tego przegrała z byłą liderką rankingu WTA, 6:7(4), 2:6.
Po nieudanym starcie w Kopenhadze Polka pojechała na turniej w Fezie, gdzie w I rundzie przegrała z późniejszą zwyciężczynią turnieju, Kiki Bertens, 4:6, 5:7. Następnym turniejem na jaki pojechała Radwańska, były zawody z cyklu ITF w Cagnes-sur-Mer z pulą nagród 100 tysięcy dolarów. W I rundzie singla pokonała Chorwatkę Mirjanę Lučić 6:4, 6:4. W II rundzie uległa Węgierce Melindzie Czink 3:6, 2:6. Lepiej Polce poszło w turnieju deblowym, który w parze z Aleksandrą Panową wygrały, pokonując w finale parę Katalin Marosi/Renata Voráčová 7:5, 4:6, 10-6. Swój pierwszy singlowy ćwierćfinał w tym sezonie osiągnęła startując w Brukseli, dzięki przejściu do turnieju głównego przez kwalifikacje. Wygrała w pierwszej rundzie z Varvarą Lepczenko 6:2, 6:2, a w drugiej rundzie pokonała turniejową dwójkę, Marion Bartoli 6:4, 6:2. Było to jej trzecie zwycięstwo w karierze z zawodniczką z pierwszej dziesiątki rankingu WTA. Odpadła następnie z Sofią Arvidsson, przegrywając w dwóch setach 5:7, 4:6.
Podczas French Open miała zapewniony udział w rundzie głównej. W pierwszej rundzie pokonała reprezentantkę gospodarzy, Pauline Parmentier, 6:4, 6:3. W drugiej rundzie przegrała z rozstawioną z numerem czwartym Petrą Kvitovą 1:6, 3:6. Po tej porażce, Radwańska podjęła szybką decyzję startu w turnieju ITF w Nottingham z pulą nagród 75 000 dolarów i rozpoczęła w ten sposób sezon na kortach trawiastych. Polka wygrała angielski turniej, dzięki czemu awansowała na 63. miejsce w rankingu WTA i to zapewniło jej kwalifikację olimpijską.
W Birmingham, w pierwszej rundzie pokonała Brytyjkę Samanthę Murray 6:4, 6:4. W drugiej rundzie spotkała się z turniejową dwójką Niemką Sabine Lisicki, którą pokonała 6:3, 6:4. W trzeciej rundzie uległa Amerykance Irinie Falconi 5:7, 3:6. Następnie wzięła udział w rozgrywkach w ’s-Hertogenbosch, gdzie musiała przebrnąć przez kwalifikacje. W pierwszej rundzie turnieju głównego pokonała Kazaszkę Ksieniję Pierwak 4:6, 6:1, 6:4. W drugiej pokonała rozstawioną z numerem czwartym Włoszkę Flavię Pennettę 6:1, 6:1, odnosząc tym samym piąte w karierze zwycięstwo w meczu z zawodniczką z czołowej dziesiątki rankingu WTA. W ćwierćfinale pokonała Szwedkę Sofię Arvidsson 6:2, 7:6(3), rewanżując się za porażkę odniesioną w ćwierćfinale w Brukseli. W półfinale miała zmierzyć się z byłą liderką światowego rankingu, Belgijką Kim Clijsters, jednak przeciwniczka nie wyszła na kort i oddała mecz walkowerem. W finale zmierzyła się z Rosjanką Nadieżdą Pietrową. Polka przegrała 4:6, 3:6.
Podczas Wimbledonu zagrała tylko jeden mecz singla – w pierwszej rundzie przegrała z Nowozelandką Mariną Erakovic 4:6, 4:6, natomiast w turnieju deblowym, w parze ze swoją siostrą Agnieszką, dotarła do trzeciej rundy. W Stanford osiągnęła ćwierćfinał, pokonując w trzech setach Eleni Daniilidu 3:6, 6:3, 6:4 oraz Marinę Erakovic 6:3, 3:6, 6:4. Odpadła w meczu z Coco Vandeweghe, przegrywając 4:6, 4:6. W Carlsbadzie powtórzyła wynik ze Stanford, wygrywając z Danielą Hantuchovą 6:4, 7:5 oraz z Melanie Oudin 6:2, 6:1. Przegrała z rozstawioną z numerem drugim Dominiką Cibulkovą 4:6, 4:6. Na Igrzyskach Olimpijskich w Londynie w pierwszej rundzie wygrała z Niemką Moną Barthel 6:3, 6:4. W kolejnym meczu przegrała z późniejszą zwyciężczynią tego turnieju, Sereną Williams, wynikiem 2:6, 3:6, ugrywając największą liczbę gemów ze wszystkich przeciwniczek Williams, takich jak Wiera Zwonariowa, byłe liderki rankingu Jelena Janković, Caroline Wozniacki, Marija Szarapowa oraz aktualna liderka Wiktoryja Azaranka. W turnieju deblowym ze swoją siostrą Agnieszką odpadły w drugiej rundzie, po wygranej z parą słowacką i przegranej z deblem amerykańskim.
W zawodach w Montrealu wystąpiła jako szczęśliwa przegrana, lecz w pierwszej rundzie odpadła po porażce z Jekatieriną Makarową 4:6, 2:6. W Cincinnati doszła do trzeciej rundy, w której przegrała z Sereną Williams 4:6, 3:6. W wielkoszlemowym US Open w pierwszej rundzie uległa rozstawionej z numerem dwudziestym Robercie Vinci wynikiem 1:6, 1:6. Podczas turnieju w Taszkencie rozstawiona była z numerem drugim. W zawodach pokonywała kolejno Maríę-Teresę Torró-Flor, Witaliję Djaczenko oraz Aleksandrę Panową. W półfinałowym spotkaniu uległa Irinie-Camelii Begu wynikiem 3:6, 3:6. Z numerem czwartym występowała w chińskim Kantonie. Pokonała tam kolejno Melindę Czink, Mandy Minellę oraz Chanelle Scheepers. W półfinale uległa Hsieh Su-wei 1:6, 6:3, 0:6. W swoim ostatnim turnieju w roku w Moskwie dotarła do II rundy. W pierwszej rundzie wygrała z Włoszką Francescą Schiavone 6:3, 6:1. W kolejnym spotkaniu uległa Dunce Caroline Wozniacki 1:6, 3:6. Sezon zakończyła na 31. miejscu w rankingu singlowym.

### 2013

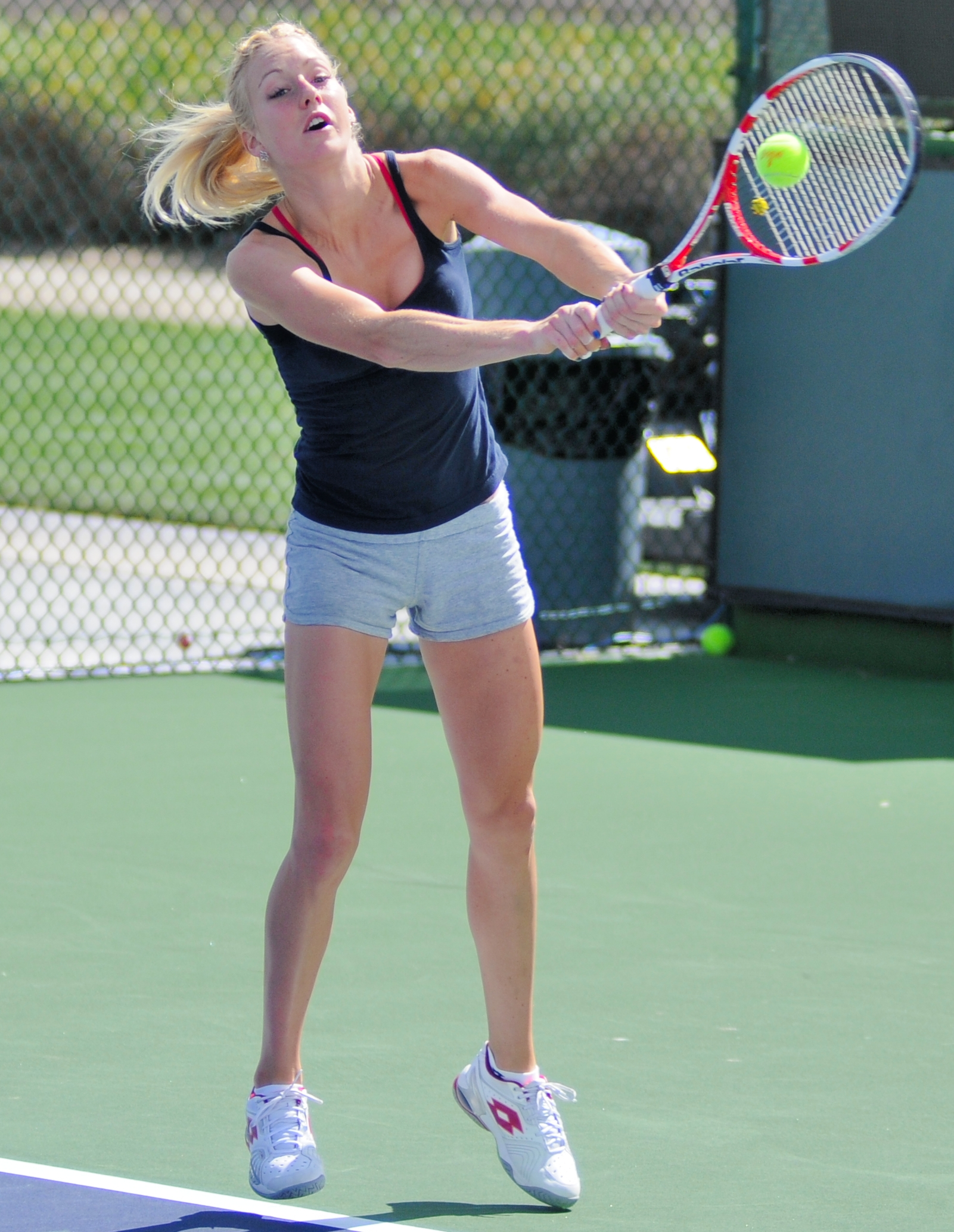
Urszula Radwańska podczas BNP Paribas Open

Sezon 2013 Urszula Radwańska rozpoczęła od udziału w turnieju w Brisbane. W pierwszej rundzie wygrała z Tamirą Paszek 2:6, 6:0, 6:2, a w kolejnym spotkaniu uległa Ksieniji Pierwak 6:3, 2:6, 6:7(6). W kolejnym tygodniu wystąpiła w turnieju w Sydney, gdzie w pierwszym meczu przegrała z Caroline Wozniacki wynikiem 1:6, 2:6. Podczas wielkoszlemowego Australian Open rozstawiona była z numerem trzydziestym pierwszym. Z pojedynku z Jamie Hampton wyszła jednak jako pokonana, w setach do dwóch i czterech wygranych gemów. Na turnieju w Paryżu Polka przegrała w pierwszej rundzie z Moną Barthel 6:7(1), 0:6. Podczas zawodów w Dosze Radwańska pokonała w pierwszej rundzie Nadiję Kiczeniok 6:1, 6:0, a w następnym spotkaniu zwyciężyła z rozstawioną z numerem 15. Robertą Vinci 6:2, 5:7, 6:0. W walce o ćwierćfinał została pokonana przez Serenę Williams wynikiem 0:6, 3:6. W Dubaju, po przejściu kwalifikacji, w pierwszej rundzie trafiła na inną kwalifikantkę – Zheng Jie. Radwańska uległa przeciwniczce wynikiem 2:6, 6:2, 5:7.
Na turnieju w Indian Wells w pierwszej rundzie wygrała z Arantxą Rus 6:3, 6:3. W pojedynku drugiej rundy wyeliminowała Sloane Stephens wynikiem 6:3, 6:4. W trzeciej rundzie pokonała Jamie Hampton 6:0, 7:6(4). Z turnieju odpadła w meczu o ćwierćfinał, po porażce z wiceliderką rankingu Wiktoryją Azaranką 3:6, 1:6. W Miami pokonała Annikę Beck 6:3, 6:1 w pierwszej rundzie, a przegrała z Aną Ivanović 2:6, 1:6 w drugiej. Następnie osiągnęła ćwierćfinał w Monterrey, w którym uległa Marii Kirilenko 1:6, 4:6.
W Oeiras pokonała w pierwszej rundzie rozstawioną z numerem drugim Dominikę Cibulkovą, by następnie przegrać z Ayumi Moritą 2:6, 3:6. W Madrycie przegrała w pierwszej rundzie z Sarą Errani. W Rzymie wygrała w pierwszej rundzie z Aną Ivanović, jednak w następnym meczu ponownie przegrała z Moritą 3:6, 1:6. Na French Open pokonała w pierwszej rundzie Venus Williams, aby następnie przegrać z kwalifikantką Dinah Pfizenmaier 3:6, 3:6.
Okres gry na kortach trawiastych rozpoczęła od udziału w turnieju w Birmingham, gdzie, jako rozstawiona z numerem ósmym, rywalizowała począwszy od drugiej rundy. Przegrała w niej z Donną Vekić 3:6, 2:6. W ’s-Hertogenbosch Radwańska awansowała do ćwierćfinału, w którym uległa Kirsten Flipkens 4:6, 4:6. Na Wimbledonie osiągnęła drugą rundę, wygrywając najpierw z Mallory Burdette, a następnie ulegając w trzech setach Alison Riske.
W okresie przygotowawczym do US Open wystąpiła w turnieju w Stanford. Doszła w nim do ćwierćfinału, ulegając Dominice Cibulkovej 5:7, 3:6. Tydzień później również ćwierćfinał osiągnęła w Carsbadzie, tym razem przegrywając z Wiktoryją Azaranką 1:6, 2:6. W Toronto uległa w pierwszej rundzie Flavii Pennettcie 3:6, 6:3, 2:6. W Cincinnati przegrała w pierwszej rundzie kwalifikacji. Na US Open dotarła do drugiej rundy, pokonując Irinę-Camelię Begu 6:1, 6:3, a następnie przegrywając ze Sloane Stephens 1:6, 1:6.
W Kantonie uległa w pierwszej rundzie Wiesnie Dołonc 5:7, 2:6, natomiast w Tokio przegrała w pierwszym meczu Dominice Cibulkovej 3:6, 3:6. W turnieju WTA Premier Mandatory w Pekinie awansowała do drugiej rundy.
Sezon 2013 zakończyła na 43. miejscu w rankingu singlowym WTA Tour.

### 2014
Pod koniec grudnia 2013 roku Urszula Radwańska poinformowała o zrezygnowaniu ze startu w wielkoszlemowym Australian Open. Swoją absencję Polka wyjaśniała niewyleczoną kontuzją barku. Radwańska ogłosiła również, że skończyła współpracę z dotychczasowym trenerem, Maciejem Synówką. Na początku 2014 trenerem Urszuli Radwańskiej został Martin Fassati. Pierwszy wygrany mecz w rozgrywkach WTA Tour odniosła w lipcu w Baku. We wrześniu doszła do ćwierćfinału turnieju w Taszkencie, przegrywając z Bojaną Jovanovski 6:4, 4:6, 3:6.

### 2015
Radwańska rozpoczęła sezon od udziału w kwalifikacjach w Auckland, przechodząc przez nie pomyślnie. W turnieju głównym osiągnęła ćwierćfinał, ulegając w nim Lauren Davis. Następnie przebrnęła przez kwalifikacje do Australian Open, jednak w pierwszej rundzie przegrała z rozstawioną Zariną Dijas. W Monterrey ponownie awansowała do ćwierćfinału jako kwalifikantka. Tym razem pokonała ją Timea Bacsinszky.
W Miami Urszula Radwańska również przeszła przez eliminacje, zaś swój udział zakończyła na drugiej rundzie, w której zmierzyła się z Venus Williams. W Katowicach otrzymała dziką kartę, lecz przegrała w pierwszym meczu ze szczęśliwą przegraną Jelizawietą Kuliczkową 0:6, 1:6.
Na kortach ceglanych w Marrakeszu została szczęśliwą przegraną, ale przegrała w pierwszej rundzie z Robertą Vinci. Po zwycięstwie w kwalifikacjach w Rzymie, w pierwszym meczu uległa Irinie-Camelii Begu. Następnie przegrała w pierwszej rundzie kwalifikacji do French Open.
Okres gry na nawierzchni trawiastej rozpoczęła od pierwszej rundy w ’s-Hertogenbosch (porażka z Anniką Beck), gdzie występowała także w eliminacjach. W Wimbledonie grała dzięki wysokiemu rankingowi. W pierwszej rundzie zwyciężyła z Ediną Gallovits-Hall, a w kolejnym spotkaniu uległa Samancie Stosur 3:6, 4:6.
W Stambule Polka osiągnęła finał. W turnieju pokonała m.in. rozstawione Jelenę Janković i Cwetanę Pironkową. W meczu mistrzowskim przegrała z Łesią Curenko 5:7, 1:6. W US Open zakończyła udział na I rundzie ulegając w niej rodaczce Magdzie Linette 6:7(3), 1:6.
W sezonie 2015 trenerem Urszuli Radwańskiej był Maciej Domka.

## Finały turniejów WTA
| Legenda                     | Legenda |
| --------------------------- | ------- |
| Wielki Szlem                |         |
| Igrzyska olimpijskie        |         |
| WTA Tour Championships      |         |
| 1988 – 2008                 |         |
| Kategoria I                 |         |
| Kategoria II                |         |
| Kategoria III               |         |
| Kategoria IV                |         |
| Kategoria V                 |         |
| 2009 – 2020                 |         |
| WTA Premier Mandatory       |         |
| WTA Premier 5               |         |
| WTA Premier                 |         |
| WTA International Series    |         |
| WTA 125K series (2012–2020) |         |

### Gra pojedyncza
| Końcowy wynik | Nr | Data            | Turniej          | Nawierzchnia | Przeciwniczka     | Wynik finału |
| ------------- | -- | --------------- | ---------------- | ------------ | ----------------- | ------------ |
| Finalistka    | 1. | 23 czerwca 2012 | ’s-Hertogenbosch | Trawiasta    | Nadieżda Pietrowa | 4:6, 3:6     |
| Finalistka    | 2. | 26 lipca 2015   | Stambuł          | Twarda       | Łesia Curenko     | 5:7, 1:6     |

### Gra podwójna
| Końcowy wynik | Nr | Data         | Turniej | Nawierzchnia | Partnerka           | Przeciwniczki             | Wynik finału |
| ------------- | -- | ------------ | ------- | ------------ | ------------------- | ------------------------- | ------------ |
| Zwyciężczyni  | 1. | 21 maja 2007 | Stambuł | Ceglana      | Agnieszka Radwańska | Chan Yung-jan Sania Mirza | 6:1, 6:3     |

### Historia występów
| A  | = nie uczestniczyła w turnieju |
| –  | = turniej nie odbywał się      |
| LQ | = odpadła w kwalifikacjach     |
| xR | = x runda (x – numer rundy)    |
| QF | = ćwierćfinał                  |
| SF | = półfinał                     |
| F  | = finał                        |
| W  | = zwycięstwo                   |

| a  | Lista obejmuje tylko te turnieje International i zlikwidowane w których zawodniczka wystąpiła. |
| b  | Wliczając spotkania w kwalifikacjach do turniejów wielkoszlemowych.                            |
| c  | Występy w turniejach głównych, bez turniejów w których odpadła w kwalifikacjach.               |
|    |                                                                                                |
| Q  | Do turnieju głównego dostała się przez kwalifikacje.                                           |
| LL | Do turnieju głównego dostała się jako szczęśliwa przegrana, mimo porażki w kwalifikacjach.     |
| WC | Do turnieju dostała się dzięki dzikiej karcie.                                                 |
|    |                                                                                                |
| T2 | Turniej był wówczas turniejem kategorii II                                                     |
| P5 | Turniej był wówczas turniejem kategorii Premier 5                                              |
| P  | Turniej był wówczas turniejem kategorii Premier                                                |

#### Gra pojedyncza
| Turniej                           | Kat. do '08                       | 2006         | 2007         | 2008         | 2009         | 2010         | 2011         | 2012         | 2013         | 2014         | 2015         | 2016         | 2017         | Suma Zw.-Por. |              |              |              |              |              |              |              |
| Wielki Szlem                      | Wielki Szlem                      | Wielki Szlem | Wielki Szlem | Wielki Szlem | Wielki Szlem | Wielki Szlem | Wielki Szlem | Wielki Szlem | Wielki Szlem | Wielki Szlem | Wielki Szlem | Wielki Szlem | Wielki Szlem | Wielki Szlem  | Wielki Szlem | Wielki Szlem | Wielki Szlem | Wielki Szlem | Wielki Szlem | Wielki Szlem | Wielki Szlem |
| --------------------------------- | --------------------------------- | ------------ | ------------ | ------------ | ------------ | ------------ | ------------ | ------------ | ------------ | ------------ | ------------ | ------------ | ------------ | ------------- | ------------ | ------------ | ------------ | ------------ | ------------ | ------------ | ------------ |
| Australian Open                   | Australian Open                   | A            | A            | LQ           | LQ           | 1R           | LQ           | 2R           | 1R           | A            | 1RQ          | 1R           | A            | 8–7           |              |              |              |              |              |              |              |
| French Open                       | French Open                       | A            | A            | LQ           | 1R           | A            | LQ           | 2R           | 2R           | 1R           | LQ           | A            | A            | 2–7           |              |              |              |              |              |              |              |
| Wimbledon                         | Wimbledon                         | A            | A            | 2RWC         | 2R           | A            | LQ           | 1R           | 2R           | 1R           | 2R           | LQ           | A            | 4–7           |              |              |              |              |              |              |              |
| US Open                           | US Open                           | A            | A            | LQ           | 1R           | 2R           | 1RQ          | 1R           | 2R           | LQ           | 1R           | LQ           | A            | 7–7           |              |              |              |              |              |              |              |
| Zw.-Por. w Wielkim Szlemieb       | Zw.-Por. w Wielkim Szlemieb       | 0–0          | 0–0          | 4–4          | 3–4          | 1–2          | 3–4          | 2–4          | 3–4          | 1–3          | 4–3          | 0–3          | 0–0          | 21–31         |              |              |              |              |              |              |              |
| Igrzyska olimpijskie              |                                   |              |              |              |              |              |              |              |              |              |              |              |              |               |              |              |              |              |              |              |              |
| Letnie igrzyska olimpijskie       | Letnie igrzyska olimpijskie       |              |              | A            |              |              |              | 2R           |              |              |              | A            |              | 1–1           |              |              |              |              |              |              |              |
| Mistrzostwa kończące sezon        |                                   |              |              |              |              |              |              |              |              |              |              |              |              |               |              |              |              |              |              |              |              |
| Singapur – WTA Tour Championships | Singapur – WTA Tour Championships | A            | A            | A            | A            | A            | A            | A            | A            | A            | A            | A            | A            | 0–0           |              |              |              |              |              |              |              |
| Zhuhai – WTA Elite Trophy         | Zhuhai – WTA Elite Trophy         | –            | –            | –            | –            | –            | –            | –            | –            | –            | A            | A            | A            | 0–0           |              |              |              |              |              |              |              |
| Turnieje Premier Mandatory        |                                   |              |              |              |              |              |              |              |              |              |              |              |              |               |              |              |              |              |              |              |              |
| Indian Wells                      | T1                                | A            | A            | 1RWC         | 4RWC         | A            | 3R           | 1R           | 4R           | 1R           | LQ           | A            | A            | 8–7           |              |              |              |              |              |              |              |
| Miami                             | T1                                | A            | A            | A            | 1RQ          | A            | 1R           | 1RQ          | 2R           | 1R           | 2RQ          | A            | LQ           | 8–7           |              |              |              |              |              |              |              |
| Madryt                            | –                                 | –            | –            | –            | A            | A            | A            | A            | 1R           | LQ           | A            | A            | A            | 0–2           |              |              |              |              |              |              |              |
| Pekin                             | T2                                | A            | A            | A            | 1RQ          | A            | LQ           | 1R           | 2R           | A            | A            | A            | A            | 3–4           |              |              |              |              |              |              |              |
| Turnieje Premier 5                |                                   |              |              |              |              |              |              |              |              |              |              |              |              |               |              |              |              |              |              |              |              |
| Doha                              | T1                                | AT2          | LQT2         | 1RQ          | –            | –            | LQ           | 1RQ, P5      | 3RP5         | A            | A            | A            | A            | 7–5           |              |              |              |              |              |              |              |
| Rzym                              | T1                                | A            | A            | A            | A            | A            | LQ           | A            | 2R           | LQ           | 1RQ          | A            | A            | 4–4           |              |              |              |              |              |              |              |
| Cincinnati                        | T3                                | A            | A            | A            | 1RQ          | LQ           | A            | 3RQ          | LQ           | LQ           | LQ           | A            | A            | 6–5           |              |              |              |              |              |              |              |
| Toronto/Montreal                  | T1                                | A            | A            | A            | LQ           | LQ           | A            | 1RLL         | 1R           | LQ           | LQ           | A            | A            | 4–6           |              |              |              |              |              |              |              |
| Wuhan                             | –                                 | –            | –            | –            | –            | –            | –            | –            | –            | A            | A            | A            | A            | 0–0           |              |              |              |              |              |              |              |
| Turnieje Premier                  |                                   |              |              |              |              |              |              |              |              |              |              |              |              |               |              |              |              |              |              |              |              |
| Gold Coast/Brisbane               | T3                                | A            | A            | A            | A            | A            | A            | A            | 2R           | A            | A            | A            | A            | 1–1           |              |              |              |              |              |              |              |
| Sydney                            | T2                                | A            | A            | A            | A            | LQ           | A            | 1RQ          | 1R           | A            | A            | A            | A            | 4–3           |              |              |              |              |              |              |              |
| Petersburg                        | T2                                | –            | –            | –            | –            | –            | –            | –            | –            | –            | –            | A            | A            | 0–0           |              |              |              |              |              |              |              |
| Dubaj                             | T2                                | A            | A            | LQWC         | 2RQ          | A            | LQ           | A            | 1RQ, P       | A            | A            | A            | A            | 8–4           |              |              |              |              |              |              |              |
| Charleston                        | T1                                | A            | A            | A            | A            | A            | A            | 1R           | A            | A            | A            | A            | A            | 0–1           |              |              |              |              |              |              |              |
| Stuttgart                         | T1                                | A            | A            | A            | A            | A            | A            | A            | A            | A            | A            | A            | A            | 0–1           |              |              |              |              |              |              |              |
| Birmingham                        | T3                                | A            | A            | A            | QF           | A            | 1R           | 3R           | 2R           | 1R           | LQ           | A            | A            | 5–6           |              |              |              |              |              |              |              |
| Eastbourne                        | T2                                | A            | A            | LQ           | 1RQ          | A            | A            | A            | A            | A            | A            | A            | A            | 3–2           |              |              |              |              |              |              |              |
| Stanford                          | T2                                | A            | A            | A            | A            | A            | 2RQ          | QF           | QF           | A            | A            | 2R           | A            | 8–4           |              |              |              |              |              |              |              |
| New Haven                         | T2                                | A            | A            | A            | LQ           | A            | LQ           | A            | A            | A            | LQ           | A            | A            | 3–2           |              |              |              |              |              |              |              |
| Tokio                             | T1                                | A            | A            | A            | 1RQ          | LQWC         | 1RQ          | 3R           | 1R           | A            | A            | A            | A            | 6–5           |              |              |              |              |              |              |              |
| Moskwa                            | T1                                | A            | A            | A            | A            | A            | LQ           | 2R           | A            | A            | A            | A            | A            | 2–2           |              |              |              |              |              |              |              |
| Turnieje Internationala           |                                   |              |              |              |              |              |              |              |              |              |              |              |              |               |              |              |              |              |              |              |              |
| Auckland                          | T4                                | A            | A            | A            | A            | A            | A            | A            | A            | A            | QFQ          | A            | A            | 5–1           |              |              |              |              |              |              |              |
| Shenzhen                          | T2                                | –            | –            | –            | –            | –            | –            | –            | A            | A            | A            | A            | A            | 0–0           |              |              |              |              |              |              |              |
| Hobart                            | T4                                | A            | A            | LQ           | 2RQ          | A            | A            | A            | A            | A            | A            | A            | A            | 5–2           |              |              |              |              |              |              |              |
| Kaohsiung                         | T4                                | –            | –            | –            | –            | –            | –            | –            | –            | –            | –            | 2R           | A            | 1–1           |              |              |              |              |              |              |              |
| Monterrey                         | –                                 | –            | –            | –            | 1RWC         | A            | A            | A            | QF           | 1R           | QFQ          | A            | A            | 7–4           |              |              |              |              |              |              |              |
| Kuala Lumpur                      | T2                                | –            | –            | –            | –            | A            | 2RWC         | A            | A            | A            | A            | A            | LQ           | 2–2           |              |              |              |              |              |              |              |
| Acapulco                          | T3                                | A            | A            | A            | A            | A            | A            | A            | A            | 1R           | LQ           | 1RQ          | A            | 1–3           |              |              |              |              |              |              |              |
| Bogota                            | T2                                | A            | A            | A            | A            | A            | A            | A            | A            | A            | A            | A            | A            | 0–0           |              |              |              |              |              |              |              |
| Marrakesz/Rabat                   | T4                                | A            | A            | A            | 1R           | A            | 1RQ          | 1R           | A            | 1R           | 1RQ          | A            | A            | 5–6           |              |              |              |              |              |              |              |
| Praga                             | T4                                | A            | LQ           | LQ           | A            | A            | –            | –            | –            | –            | A            | A            | A            | 1–2           |              |              |              |              |              |              |              |
| Strasburg                         | T2                                | A            | A            | A            | A            | A            | A            | A            | A            | A            | A            | A            | A            | 0–0           |              |              |              |              |              |              |              |
| Stambuł                           | T3                                | 2RQ          | LQ           | A            | QF           | A            | –            | –            | –            | A            | F            | A            | A            | 8–3           |              |              |              |              |              |              |              |
| Norymberga                        | T2                                | –            | –            | –            | –            | –            | –            | –            | A            | A            | A            | A            | A            | 0–0           |              |              |              |              |              |              |              |
| Nottingham                        | T2                                | –            | –            | –            | –            | –            | –            | –            | –            | –            | A            | A            | A            | 0–0           |              |              |              |              |              |              |              |
| ’s-Hertogenbosch                  | T3                                | A            | A            | A            | A            | A            | A            | FQ           | QF           | LQ           | 1RQ          | LQ           | A            | 11–5          |              |              |              |              |              |              |              |
| Majorka                           | T2                                | –            | –            | –            | –            | –            | –            | –            | –            | –            | –            | LQ           | A            | 0–1           |              |              |              |              |              |              |              |
| Bukareszt                         | T2                                | –            | –            | –            | –            | –            | –            | –            | –            | A            | A            | A            | A            | 0–0           |              |              |              |              |              |              |              |
| Båstad/Sztokholm                  | T4                                | 2RQ          | LQ           | A            | 1R           | A            | A            | A            | A            | A            | A            | A            | A            | 5–3           |              |              |              |              |              |              |              |
| Nanchang                          | T2                                | –            | –            | –            | –            | –            | –            | –            | –            | –            | –            | 1R           | A            | 0–1           |              |              |              |              |              |              |              |
| Waszyngton                        | T2                                | –            | –            | –            | –            | –            | A            | A            | A            | A            | A            | A            | A            | 0–0           |              |              |              |              |              |              |              |
| Louisville                        | T2                                | –            | –            | –            | –            | –            | –            | –            | –            | –            | –            | A            | A            | 0–0           |              |              |              |              |              |              |              |
| Taszkent                          | T4                                | A            | A            | QF           | A            | A            | SF           | SF           | A            | QF           | 1R           | A            | A            | 8–4           |              |              |              |              |              |              |              |
| Québec                            | T3                                | A            | A            | 1R           | A            | A            | A            | A            | A            | A            | A            | A            | A            | 0–1           |              |              |              |              |              |              |              |
| Osaka/Tokio                       | T2                                | –            | –            | –            | A            | A            | A            | A            | A            | A            | A            | LQ           | A            | 0–1           |              |              |              |              |              |              |              |
| Kanton                            | T3                                | A            | A            | A            | A            | A            | QF           | SF           | 1R           | A            | 2R           | A            | A            | 5–3           |              |              |              |              |              |              |              |
| Seul                              | T4                                | A            | A            | A            | 1R           | 1R           | A            | A            | A            | A            | A            | LQ           | A            | 0–3           |              |              |              |              |              |              |              |
| Tiencin                           | T2                                | –            | –            | –            | –            | –            | –            | –            | –            | A            | 2R           | A            | A            | 1–1           |              |              |              |              |              |              |              |
| Hongkong                          | T2                                | –            | –            | –            | –            | –            | –            | –            | –            | A            | A            | A            | A            | 0–0           |              |              |              |              |              |              |              |
| Linz                              | T2                                | A            | A            | A            | 2R           | A            | A            | A            | A            | A            | A            | A            | A            | 1–1           |              |              |              |              |              |              |              |
| Luksemburg                        | T3                                | A            | A            | A            | 1R           | A            | A            | A            | A            | A            | 1R           | A            | A            | 0–2           |              |              |              |              |              |              |              |
| Dawne Turnieje WTAa               |                                   |              |              |              |              |              |              |              |              |              |              |              |              |               |              |              |              |              |              |              |              |
| Warszawa                          | T2                                | 1RWC         | 1RWC         | –            | –            | –            | –            | –            | –            | –            | –            | –            | –            | 0–2           |              |              |              |              |              |              |              |
| Bangkok                           | T3                                | A            | QFWC         | –            | –            | –            | –            | –            | –            | –            | –            | –            | –            | 2–1           |              |              |              |              |              |              |              |
| Tokio                             | T3                                | A            | 2RWC         | A            | –            | –            | –            | –            | –            | –            | –            | –            | –            | 1–1           |              |              |              |              |              |              |              |
| Los Angeles                       | T2                                | A            | A            | A            | QF           | –            | –            | –            | –            | –            | –            | –            | –            | 2–1           |              |              |              |              |              |              |              |
| Warszawa                          | –                                 | –            | –            | –            | 2R           | A            | –            | –            | –            | –            | –            | –            | –            | 1–1           |              |              |              |              |              |              |              |
| Kopenhaga                         | T2                                | –            | –            | –            | –            | A            | A            | 1R           | –            | –            | –            | –            | –            | 0–1           |              |              |              |              |              |              |              |
| Oeiras/Estoril                    | T4                                | A            | A            | A            | A            | A            | 2R           | A            | 2R           | 1R           | –            | –            | –            | 2–3           |              |              |              |              |              |              |              |
| Bruksela                          | T2                                | –            | –            | –            | –            | –            | A            | QFQ          | A            | –            | –            | –            | –            | 4–1           |              |              |              |              |              |              |              |
| Paryż                             | T2                                | A            | A            | A            | A            | A            | A            | A            | 1R           | A            | –            | –            | –            | 0–1           |              |              |              |              |              |              |              |
| San Diego/Carlsbad                | T2                                | A            | A            | –            | –            | LQ           | A            | QF           | QF           | –            | –            | –            | –            | 4–3           |              |              |              |              |              |              |              |
| Budapeszt                         | T3                                | LQT2         | LQ           | A            | A            | A            | A            | A            | A            | A            | –            | –            | –            | 1–2           |              |              |              |              |              |              |              |
| Antwerpia                         | T2                                | A            | A            | A            | –            | –            | –            | –            | –            | –            | A            | –            | –            | 0–0           |              |              |              |              |              |              |              |
| Pattaya                           | T4                                | A            | A            | 1RWC         | 1R           | A            | A            | 2R           | A            | A            | A            | –            | –            | 1–3           |              |              |              |              |              |              |              |
| Baku                              | T4                                | –            | –            | –            | –            | –            | A            | A            | A            | 2R           | A            | –            | –            | 1–1           |              |              |              |              |              |              |              |
| Rio de Janeiro                    | T2                                | –            | –            | –            | –            | –            | –            | –            | –            | A            | A            | A            | –            | 0–0           |              |              |              |              |              |              |              |
| Katowice                          | –                                 | –            | –            | –            | –            | –            | –            | –            | A            | A            | 1R           | A            | –            | 0–1           |              |              |              |              |              |              |              |
| Bad Gastein                       | T2                                | –            | A            | A            | A            | A            | A            | A            | A            | A            | A            | –            | –            | 0–0           |              |              |              |              |              |              |              |
| Florianópolis                     | T2                                | –            | –            | –            | –            | –            | –            | –            | A            | A            | A            | A            | –            | 0–0           |              |              |              |              |              |              |              |
| Ranking na koniec roku            | Ranking na koniec roku            | 310          | 288          | 127          | 66           | 191          | 109          | 31           | 43           | 180          | 94           | 264          | 524          |               |              |              |              |              |              |              |              |

#### Gra podwójna
| Turniej                    | 2006         | 2007         | 2008         | 2009         | 2010         | 2011         | 2012         | Suma Zw.-Por. |
| Wielki Szlem               | Wielki Szlem | Wielki Szlem | Wielki Szlem | Wielki Szlem | Wielki Szlem | Wielki Szlem | Wielki Szlem | Wielki Szlem  |
| -------------------------- | ------------ | ------------ | ------------ | ------------ | ------------ | ------------ | ------------ | ------------- |
| Australian Open            | A            | A            | A            | 2RAgRa       | 1RAB         | A            | 2RPH         | 2-3           |
| French Open                | A            | A            | 1RAgRa       | QFAgRa       | A            | A            | 1RPH         | 3-3           |
| Wimbledon                  | A            | A            | A            | 1RAgRa       | A            | 2RQ, ArRo    | 3RAgRa       | 3-2           |
| US Open                    | A            | A            | 1RAgRa       | 1RAgRa       | 1RAB         | A            | A            | 0-3           |
| Zw.-Por. w Wielkim Szlemie | 0–0          | 0–0          | 0–2          | 4–4          | 0-2          | 1-1          | 3-2          | 8–11          |
| Turnieje Premier Mandatory |              |              |              |              |              |              |              |               |
| Indian Wells               | A            | A            | A            | A            | A            | A            | A            | 0-0           |
| Miami                      | A            | A            | A            | A            | A            | A            | A            | 0-0           |
| Madryt                     | A            | A            | A            | A            | A            | A            | A            | 0-0           |
| Pekin                      | A            | A            | A            | 1RMC         | A            | A            | A            | 0-1           |
| Turnieje Premier 5         |              |              |              |              |              |              |              |               |
| Dubaj                      | A            | A            | A            | A            | A            | A            | A            | 0-0           |
| Rzym                       | A            | A            | A            | A            | A            | A            | A            | 0-0           |
| Cincinnati                 | A            | A            | A            | A            | A            | A            | A            | 0–0           |
| Montreal/Toronto           | A            | A            | A            | A            | A            | 1RAB         | A            | 0-1           |
| Wuhan                      | –            | –            | –            | –            | –            | –            | –            | 0–0           |
| Turnieje Premiera          |              |              |              |              |              |              |              |               |
| Doha                       | A            | A            | 2RJM         | A            | A            | A            | A            | 1-1           |
| Stanford                   | A            | A            | A            | A            | A            | 1ROS         | A            | 0–1           |
| San Diego                  | –            | –            | –            | –            | QFCS         | A            | A            | 1–1           |
| New Haven                  | A            | A            | A            | QFLD         | A            | A            | A            | 1-1           |
| Tokio                      | A            | 1RAS         | A            | A            | A            | A            | A            | 0-1           |
| Moskwa                     | A            | A            | A            | A            | A            | SFJR         | A            | 2–1           |
| Turnieje Internationala    |              |              |              |              |              |              |              |               |
| Pattaya                    | A            | A            | QFAgRa       | A            | A            | A            | A            | 1–1           |
| Kuala Lumpur               | –            | –            | –            | –            | A            | QFCK         | A            | 1-1           |
| Fez                        | A            | A            | A            | 1RMD         | A            | A            | QFAT         | 1-2           |
| Estoril                    | A            | A            | A            | A            | A            | 1RPM         | A            | 0-1           |
| Birmingham                 | A            | A            | A            | A            | A            | 1RArRo       | A            | 0-1           |
| Båstad/Sztokholm           | A            | A            | QFAgRa       | 1REL         | A            | A            | A            | 0-1           |
| Stambuł                    | QFAgRa       | WAgRa        | A            | A            | A            | A            | A            | 4–1           |
| Taszkent                   | A            | A            | SFAK         | A            | A            | SFJR         | A            | 4-2           |
| Québec                     | A            | A            | SFGW         | A            | A            | A            | A            | 1–1           |
| Linz                       | A            | A            | A            | 1RMK         | A            | A            | A            | 0–1           |
| Luksemburg                 | A            | A            | A            | 1RJG         | A            | A            | A            | 0–1           |
| Dawne Turnieje WTAa        |              |              |              |              |              |              |              |               |
| Warszawa                   | 1RAC, Q      | 1RAG, WC     | –            | –            | –            | –            | –            | 0–2           |
| Budapeszt                  | QFAlKl       | A            | A            | A            | A            | A            | A            | 1–1           |
| Bangkok                    | A            | 1RCW         | –            | –            | –            | –            | –            | 0–1           |
| Praga                      | A            | A            | 1RWK         | A            | A            | –            | –            | 0–1           |
| Kopenhaga                  | –            | –            | –            | –            | A            | A            | 1RAKe        | 0-1           |
| Zw.-Por. ogółem            | 2–3          | 4–4          | 5–7          | 5-10         | 1-3          | 6-8          | 4-4          | 27-39         |

| AgRa | Agnieszka Radwańska (8)  |
| AB   | Alberta Brianti (3)      |
| PH   | Polona Hercog (2)        |
| ArRo | Arina Rodionowa (2)      |
| JR   | Jewgienija Rodina (2)    |
| JM   | Jekatierina Makarowa (1) |
| MC   | Melinda Czink (1)        |
| OS   | Olha Sawczuk (1)         |
| LD   | Līga Dekmeijere (1)      |
| CS   | Chanelle Scheepers (1)   |
| WK   | Weronika Kapszaj (1)     |
| MK   | Marija Kondratjewa (1)   |
| JG   | Julia Görges (1)         |
| AK   | Andreja Klepač (1)       |
| GW   | Galina Woskobojewa (1)   |
| MD   | Marta Domachowska (1)    |
| AT   | Ana Tatiszwili (1)       |
| EL   | Emma Laine (1)           |
| CK   | Chang Kai-chen (1)       |
| PM   | Petra Martić (1)         |
| Ake  | Angelique Kerber (1)     |
| AC   | Anna Czakwetadze (1)     |
| AlKl | Alisa Klejbanowa (1)     |
| AG   | Anna-Lena Grönefeld (1)  |
| AS   | Agnes Szatmari (1)       |
| CW   | Caroline Wozniacki (1)   |

## Finały turniejów ITF
| turnieje z pulą nagród 100 000 $ (W100)  |
| turnieje z pulą nagród 80 000 $ (W80)    |
| turnieje z pulą nagród 60 000 $ (W75)    |
| turnieje z pulą nagród 40 000 $ (W50)    |
| turnieje z pulą nagród 25/30 000 $ (W35) |
| turnieje z pulą nagród 15 000 $ (W15)    |
| turnieje z pulą nagród 10 000 $          |

### Gra pojedyncza 18 (7–11)
| Rezultat     |     | Data       | Turniej          | ($)    | Naw.          | Przeciwniczka      | Wynik            |
| Zwyciężczyni | 1.  | 02/04/2006 | Bath             | 10 000 | Twarda        | Valérie Tétreault  | 7:6(6), 6:2      |
| Finalistka   | 1.  | 14/05/2006 | Warszawa         | 10 000 | Ceglana       | Natalia Kołat      | 6:3, 5:7, 1:6    |
| Finalistka   | 2.  | 18/11/2007 | Kunming          | 50 000 | Twarda        | Yanina Wickmayer   | 5:7, 4:6         |
| Zwyciężczyni | 2.  | 28/07/2008 | Vancouver        | 50 000 | Twarda        | Julie Coin         | 2:6, 6:3, 7:5    |
| Finalistka   | 3.  | 20/12/2008 | Dubaj            | 75 000 | Twarda        | Witalija Djaczenko | 5:7, 6:2, 5:7    |
| Finalistka   | 4.  | 18/10/2010 | Saint-Raphaël    | 50 000 | Twarda        | Alison Riske       | 4:6, 2:6         |
| Zwyciężczyni | 3.  | 07/11/2010 | Ismaning         | 50 000 | Dywanowa      | Andrea Hlaváčková  | 7:5, 6:4         |
| Zwyciężczyni | 4.  | 09/06/2012 | Nottingham       | 75 000 | Trawiasta     | Coco Vandeweghe    | 6:1, 4:6, 6:1    |
| Finalistka   | 5.  | 13/10/2014 | Joué-lès-Tours   | 50 000 | Twarda (hala) | Carina Witthöft    | 3:6, 6:7(6)      |
| Finalistka   | 6.  | 23/04/2018 | Óbidos           | 25 000 | Dywanowa      | Katie Boulter      | 6:4, 3:6, 3:6    |
| Zwyciężczyni | 5.  | 20/01/2019 | Petit-Bourg      | 25 000 | Dywanowa      | Ana Sofía Sánchez  | 6:1, 2:6, 6:1    |
| Finalistka   | 7.  | 17/03/2019 | Kazań            | 25 000 | Twarda (hala) | Jelena Rybakina    | 2:6, 3:6         |
| Finalistka   | 8.  | 12/05/2019 | Óbidos           | 25 000 | Dywanowa      | Pemra Özgen        | 5:7, 0:3         |
| Zwyciężczyni | 6.  | 29/09/2019 | Clermont-Ferrand | 25 000 | Twarda        | Lara Salden        | 6:7(2), 6:3, 6:1 |
| Finalistka   | 9.  | 01/12/2019 | Solarino         | 25 000 | Dywanowa      | Indy de Vroome     | 1:6, 2:6         |
| Zwyciężczyni | 7.  | 28/02/2021 | Moskwa           | 25 000 | Twarda (hala) | Julija Hatouka     | 4:6, 6:3, 6:4    |
| Finalistka   | 10. | 14/03/2021 | Kazań            | 25 000 | Twarda (hala) | Julija Hatouka     | 6:7(6), 6:4, 4:6 |
| Finalistka   | 11. | 13/11/2022 | Calgary          | 60 000 | Twarda (hala) | Robin Montgomery   | 6:7(6), 5:7      |

### Gra podwójna 18 (12–6)
| Rezultat     |     | Data       | Turniej             | ($)       | Naw.          | Partnerka           | Przeciwniczki                        | Wynik          |
| Zwyciężczyni | 1.  | 14/08/2005 | Gdynia              | 10 000    | Ceglana       | Agnieszka Radwańska | Katerina Awdijenko Natalia Bogdanowa | 6:1, 6:1       |
| Zwyciężczyni | 2.  | 21/08/2005 | Kędzierzyn-Koźle    | 25 000    | Ceglana       | Agnieszka Radwańska | Renata Voráčová Sandra Záhlavová     | 6:1, 6:4       |
| Finalistka   | 1.  | 30/10/2005 | Stambuł             | 25 000    | Twarda        | Agnieszka Radwańska | Zsófia Gubacsi Marija Korytcewa      | 3:6, 3:6       |
| Finalistka   | 2.  | 06/11/2005 | Mińsk               | 25 000    | Dywanowa      | Agnieszka Radwańska | Kaciaryna Dziehalewicz Darja Kustawa | 3:6, 3:6       |
| Zwyciężczyni | 3.  | 19/02/2006 | Buchen              | 10 000    | Dywanowa      | Katerina Awdijenko  | Lucie Kreigsmanova Zuzana Zálabská   | walkower       |
| Zwyciężczyni | 4.  | 02/04/2006 | Bath                | 10 000    | Twarda        | Martina Babáková    | Marie-Perrine Baudouin Karla Mraz    | 6:3, 6:1       |
| Finalistka   | 3.  | 13/05/2006 | Warszawa            | 10 000    | Ceglana       | Justine Ozga        | Irina Kuzmina Oksana Tiepliakowa     | 0:6, 1:6       |
| Finalistka   | 4.  | 10/02/2007 | Tipton              | 25 000    | Twarda (hala) | Ksienija Łykina     | Kim Kilsdonk Elise Tamaëla           | 3:6, 3:6       |
| Zwyciężczyni | 5.  | 18/02/2007 | Biberach an der Riß | 25 000    | Twarda        | Nina Bratczikowa    | Darija Jurak Sandra Martinović       | 6:2, 6:0       |
| Zwyciężczyni | 6.  | 18/08/2007 | Bronx               | 50 000    | Twarda        | Lucie Hradecká      | Marija Korytcewa Darja Kustawa       | 6:3, 1:6, 6:1  |
| Zwyciężczyni | 7.  | 18/11/2007 | Kunming             | 50 000    | Twarda        | Yanina Wickmayer    | Han Xinyun Xu Yifan                  | 6:4, 6:1       |
| Zwyciężczyni | 8.  | 09/11/2008 | Kraków              | 100 000+H | Twarda (hala) | Angelique Kerber    | Olga Brózda Sandra Zaniewska         | 6:3, 6:2       |
| Finalistka   | 5.  | 11/10/2010 | Tokio               | 100 000+H | Twarda        | Olha Sawczuk        | Jill Craybas Tamarine Tanasugarn     | 3:6, 1:6       |
| Zwyciężczyni | 9.  | 08/07/2011 | Biarritz            | 100 000   | Ceglana       | Aleksandra Panowa   | Erika Sema Roxane Vaisemberg         | 6:2, 6:1       |
| Zwyciężczyni | 10. | 13/05/2012 | Cagnes-sur-Mer      | 100 000+H | Ceglana       | Aleksandra Panowa   | Katalin Marosi Renata Voráčová       | 7:5, 4:6, 10–6 |
| Zwyciężczyni | 11. | 19/04/2024 | Calvi               | 40 000+H  | Twarda        | Valentina Ryser     | Sarah Beth Grey Amandine Hesse       | 6:3, 6:2       |
| Finalistka   | 6.  | 26/04/2024 | Lopota              | 40 000    | Twarda        | Nagi Hanatani       | Viktória Hrunčáková Tereza Valentová | 2:6, 1:6       |
| Zwyciężczyni | 12. | 22/03/2025 | Maribor             | 60 000    | Twarda (hala) | Julie Belgraver     | Yuriko Miyazaki Jessika Ponchet      | 6:1, 6:4       |

## Osiągnięcia juniorskie

### Gra pojedyncza

#### Finały juniorskich turniejów wielkoszlemowych
| Końcowy wynik | Rok  | Turniej   | Nawierzchnia | Przeciwniczka   | Wynik finału     |
| Zwyciężczyni  | 2007 | Wimbledon | Trawiasta    | Madison Brengle | 2:6, 6:3, 6:0    |
| Finalistka    | 2007 | US Open   | Twarda       | Kristína Kučová | 3:6, 6:1, 6:7(4) |

#### Historia występów
| Australian Open            | A   | A   | QF   | 3–1  |
| French Open                | LQ  | A   | 2R   | 1–2  |
| Wimbledon                  | 1RQ | SF  | W    | 12–2 |
| US Open                    | 1R  | 2R  | F    | 6–3  |
| Zw.-Por. w Wielkim Szlemie | 2–3 | 5–2 | 15–3 | 22–8 |

### Gra podwójna

#### Finały juniorskich turniejów wielkoszlemowych
| Końcowy wynik | Rok  | Turniej         | Nawierzchnia | Partnerka                | Przeciwniczki                       | Wynik finału   |
| Finalistka    | 2007 | Australian Open | Twarda       | Julia Cohen              | Jewgienija Rodina Arina Rodionowa   | 6:2, 3:6, 1:6  |
| Zwyciężczyni  | 2007 | French Open     | Ceglana      | Ksienija Mileuska        | Sorana Cîrstea Alexa Glatch         | 6:1, 6:4       |
| Zwyciężczyni  | 2007 | Wimbledon       | Trawiasta    | Anastasija Pawluczenkowa | Misaki Doi Kurumi Nara              | 6:4, 2:6, 10–7 |
| Zwyciężczyni  | 2007 | US Open         | Twarda       | Ksienija Mileuska        | Oksana Kalasznikowa Ksienija Łykina | 6:1, 6:2       |

#### Historia występów
| Australian Open            | A      | A      | FJC  | 4–1  |
| French Open                | 1RAgRa | A      | WKM  | 5–1  |
| Wimbledon                  | 2RAgRa | SFArRo | WAP  | 9–2  |
| US Open                    | 1RAgRa | 1RAD   | WKM  | 5–2  |
| Zw.-Por. w Wielkim Szlemie | 1–3    | 3–2    | 19–1 | 23–6 |

| AgRa | Agnieszka Radwańska      |
| ArRo | Arina Rodionowa          |
| AD   | Alexandra Dulgheru       |
| JC   | Julia Cohen              |
| KM   | Ksienija Mileuska        |
| AP   | Anastasija Pawluczenkowa |

## Igrzyska olimpijskie

### Gra pojedyncza kobiet
| Runda                                       | Przeciwniczka       | Wynik    |  |
| ------------------------------------------- | ------------------- | -------- |  |
|                                             |                     |          |  |
| Letnie Igrzyska Olimpijskie w Londynie 2012 |                     |          |  |
| I runda                                     | Mona Barthel        | 6:4, 6:3 |  |
| II runda                                    | Serena Williams [4] | 2:6, 3:6 |  |

### Gra podwójna kobiet
| Runda                                       | Partnerka           | Przeciwniczki                           | Wynik       |
| ------------------------------------------- | ------------------- | --------------------------------------- | ----------- |
|                                             |                     |                                         |             |
| Letnie Igrzyska Olimpijskie w Londynie 2012 |                     |                                         |             |
| I runda                                     | Agnieszka Radwańska | Dominika Cibulková / Daniela Hantuchová | 6:2, 6:1    |
| II runda                                    | Agnieszka Radwańska | Liezel Huber / Lisa Raymond [1]         | 4:6, 6:7(3) |

## Puchar Federacji
Urszula Radwańska reprezentuje Polskę w Pucharze Federacji od 2006. W ciągu dziewięciu edycji rozegrała 30 meczów, w tym 25 singlowych i 5 deblowych. 15 meczów wygrała, 15 przegrała.

### Gra pojedyncza (12-13)
| Rok  | Runda                      | Data i miejsce                             | Przeciwnik       | Nawierzchnia    | Rywal                   | Zwycięstwo/Porażka | Rezultat         |
| ---- | -------------------------- | ------------------------------------------ | ---------------- | --------------- | ----------------------- | ------------------ | ---------------- |
| 2006 | Europa/Afryka Grupa II     | 26–29 kwietnia 2006 Antalya, Turcja        | Portugalia (3:0) | Ceglana         | Ana-Catarina Nogueira   | Zwycięstwo         | 6:2, 6:1         |
| 2006 | Europa/Afryka Grupa II     | 26–29 kwietnia 2006 Antalya, Turcja        | Grecja (3:0)     | Ceglana         | Ana Jerasimu            | Zwycięstwo         | 7:6(5), 6:4      |
| 2006 | Europa/Afryka Grupa II     | 26–29 kwietnia 2006 Antalya, Turcja        | Łotwa (3:0)      | Ceglana         | Ieva Irbe               | Zwycięstwo         | 6:3, 6:1         |
| 2006 | Europa/Afryka Grupa II     | 26–29 kwietnia 2006 Antalya, Turcja        | Gruzja (3:0)     | Ceglana         | Ia Jikia                | Zwycięstwo         | 6:2, 2:6, 6:1    |
| 2007 | Europa/Afryka Grupa I      | 18–21 kwietnia 2007 Płowdiw, Bułgaria      | Bułgaria (3:0)   | Ceglana         | Dia Ewtimowa            | Zwycięstwo         | 6:1, 6:3         |
| 2008 | Europa/Afryka Grupa I      | 30 stycznia–1 lutego 2008 Budapeszt, Węgry | Rumunia (0:3)    | Dywanowa (hala) | Monica Niculescu        | Porażka            | 5:7, 6:2, 4:6    |
| 2008 | Europa/Afryka Grupa I      | 30 stycznia–1 lutego 2008 Budapeszt, Węgry | Serbia (1:2)     | Dywanowa (hala) | Ana Ivanović            | Porażka            | 3:6, 1:6         |
| 2008 | Europa/Afryka Grupa I      | 30 stycznia–1 lutego 2008 Budapeszt, Węgry | Gruzja (3:0)     | Dywanowa (hala) | Tatia Mikadze           | Zwycięstwo         | 6:1, 6:0         |
| 2009 | Grupa światowa II Play-off | 25–26 kwietnia 2009 Gdynia, Polska         | Japonia (3:2)    | Ceglana         | Ai Sugiyama             | Porażka            | 3:6, 1:6         |
| 2009 | Grupa światowa II Play-off | 25–26 kwietnia 2009 Gdynia, Polska         | Japonia (3:2)    | Ceglana         | Ayumi Morita            | Porażka            | 2:6, 4:6         |
| 2012 | Europa/Afryka Grupa I      | 1–4 lutego 2012 Ejlat, Izrael              | Luksemburg (3:0) | Twarda          | Claudine Schaul         | Zwycięstwo         | 6:2, 6:2         |
| 2012 | Europa/Afryka Grupa I      | 1–4 lutego 2012 Ejlat, Izrael              | Chorwacja (3:0)  | Twarda          | Donna Vekić             | Zwycięstwo         | 6:3, 6:3         |
| 2012 | Europa/Afryka Grupa I      | 1–4 lutego 2012 Ejlat, Izrael              | Rumunia (2:1)    | Twarda          | Simona Halep            | Porażka            | 6:7(7), 4:6      |
| 2012 | Europa/Afryka Grupa I      | 1–4 lutego 2012 Ejlat, Izrael              | Szwecja (1:2)    | Twarda          | Sofia Arvidsson         | Porażka            | 1:6, 2:6         |
| 2013 | Europa/Afryka Grupa I      | 6–9 lutego 2013 Ejlat, Izrael              | Rumunia (2:1)    | Twarda          | Cristina Dinu           | Zwycięstwo         | 7:5, 6:2         |
| 2013 | Europa/Afryka Grupa I      | 6–9 lutego 2013 Ejlat, Izrael              | Turcja (3:0)     | Twarda          | Pemra Özgen             | Zwycięstwo         | 6:2, 4:6, 6:2    |
| 2013 | Europa/Afryka Grupa I      | 6–9 lutego 2013 Ejlat, Izrael              | Izrael (2:1)     | Twarda          | Julja Gluszko           | Porażka            | 4:6, 4:6         |
| 2013 | Europa/Afryka Grupa I      | 6–9 lutego 2013 Ejlat, Izrael              | Chorwacja (2:1)  | Twarda          | Ana Konjuh              | Porażka            | 6:2, 3:6, 6:7(6) |
| 2013 | Grupa Światowa II Play-off | 20–21 kwietnia 2013 Koksijde, Belgia       | Belgia (4:1)     | Twarda (hala)   | Kirsten Flipkens        | Porażka            | 4:6, 3:6         |
| 2013 | Grupa Światowa II Play-off | 20–21 kwietnia 2013 Koksijde, Belgia       | Belgia (4:1)     | Twarda (hala)   | Alison Van Uytvanck     | Zwycięstwo         | 6:1, 6:4         |
| 2014 | Grupa Światowa Play-off    | 19–20 kwietnia 2014 Barcelona, Hiszpania   | Hiszpania (3:2)  | Ceglana         | María-Teresa Torró-Flor | Porażka            | 6:4, 0:6, 1:6    |
| 2014 | Grupa Światowa Play-off    | 19–20 kwietnia 2014 Barcelona, Hiszpania   | Hiszpania (3:2)  | Ceglana         | Sílvia Soler Espinosa   | Porażka            | 1:6, 3:6         |
| 2015 | Grupa Światowa             | 7–8 lutego 2015 Kraków, Polska             | Rosja (0:4)      | Twarda          | Marija Szarapowa        | Porażka            | 0:6, 3:6         |
| 2015 | Grupa Światowa Play-off    | 18–19 kwietnia 2015 Zielona Góra, Polska   | Szwajcaria (2:3) | Twarda (hala)   | Timea Bacsinszky        | Porażka            | 2:6, 1:6         |
| 2015 | Grupa Światowa Play-off    | 18–19 kwietnia 2015 Zielona Góra, Polska   | Szwajcaria (2:3) | Twarda (hala)   | Martina Hingis          | Zwycięstwo         | 4:6, 7:5, 6:1    |

### Gra podwójna (3-2)
| Rok  | Runda                 | Data i miejsce                        | Przeciwnik      | Nawierzchnia | Partnerka           | Rywalki                              | Zwycięstwo/Porażka | Rezultat      |
| ---- | --------------------- | ------------------------------------- | --------------- | ------------ | ------------------- | ------------------------------------ | ------------------ | ------------- |
| 2007 | Europa/Afryka Grupa I | 18–21 kwietnia 2007 Płowdiw, Bułgaria | Ukraina (1:2)   | Ceglana      | Marta Domachowska   | Alona Bondarenko Kateryna Bondarenko | Porażka            | 6:3, 3:6, 3:6 |
| 2012 | Europa/Afryka Grupa I | 1–4 lutego 2012 Ejlat, Izrael         | Rumunia (2:1)   | Twarda       | Agnieszka Radwańska | Irina-Camelia Begu Simona Halep      | Zwycięstwo         | 4:6, 6:0, 6:0 |
| 2012 | Europa/Afryka Grupa I | 1–4 lutego 2012 Ejlat, Izrael         | Szwecja (1:2)   | Twarda       | Agnieszka Radwańska | Sofia Arvidsson Johanna Larsson      | Porażka            | 4:6, 3:6      |
| 2013 | Europa/Afryka Grupa I | 6–9 lutego 2013 Ejlat, Izrael         | Izrael (2:1)    | Twarda       | Agnieszka Radwańska | Julia Glushko Szachar Pe’er          | Zwycięstwo         | 4:6, 6:3, 6:4 |
| 2013 | Europa/Afryka Grupa I | 6–9 lutego 2013 Ejlat, Izrael         | Chorwacja (2:1) | Twarda       | Agnieszka Radwańska | Darija Jurak Ana Konjuh              | Zwycięstwo         | 6:2, 6:4      |

## Bilans spotkań przeciwko pierwszej dziesiątce rankingu WTA
Bilans spotkań w turniejach WTA Tour i w kwalifikacjach do tych turniejów przeciwko zawodniczkom klasyfikowanym w pierwszej dziesiątce rankingu w przeciągu kariery (stan na 31 lipca 2015).
| Tenisistka                                                       | Liczba meczów | Wygrane:przegrane | Lista spotkań |
| ---------------------------------------------------------------- | ------------- | ----------------- | --- |
| Tenisistki sklasyfikowane najwyżej na 1. miejscu w rankingu WTA  |               |                   | |
| Serena Williams                                                  | 5             | 0:5               | Przeciwko S. Williams: - Wimbledon, czerwiec 2008 – 4:6, 4:6 - Australian Open, 19 stycznia 2010 – 2:6, 1:6 - Igrzyska olimpijskie, 30 lipca 2012 – 2:6, 3:6 - Cincinnati, 16 sierpnia 2012 – 4:6, 3:6 - Ad-Dauha, 14 lutego 2013 – 0:6, 3:6                                               |
| Ana IvanovićKK                                                   | 4             | 2:2               | Przeciwko A. Ivanović: - Tokio, wrzesień 2012 – 3:6, 6:4, 6:2 - Miami, 23 marca 2013 – 2:6, 1:6 - Rzym, 14 maja 2013 – 6:3, 2:6, 6:2 - Monterrey, 31 marca 2014 – 6:4, 3:6, 3:6 |
| Caroline Wozniacki                                               | 4             | 0:4               | Przeciwko C. Wozniacki: - Indian Wells, marzec 2009 – 5:7, 3:6 - Kopenhaga, kwiecień 2012 – 6:7(4), 2:6 - Moskwa, październik 2012 – 1:6, 3:6 - Sydney, 6 stycznia 2013 – 1:6, 2:6 |
| Venus Williams                                                   | 3             | 1:2               | Przeciwko V. Williams: - Warszawa, maj 2006 – 3:6, 3:6 - French Open, 26 maja 2013 – 7:6(5), 6:7(4), 6:4 - Miami, 26 marca 2015 – 3:6, 2:6 |
| Wiktoryja Azaranka                                               | 3             | 0:3               | Przeciwko W. Azarance: - Indian Wells, 13 marca 2011 – 6:7(3), 3:6 - Indian Wells, 13 marca 2013 – 3:6, 1:6 - Carlsbad, sierpień 2013 – 1:6, 2:6 |
| Marija Szarapowa                                                 | 2             | 0:2               | Przeciwko M. Szarapowej: - Los Angeles, sierpień 2009 – 4:6, 5:7 - Puchar Federacji, 7 lutego 2015 – 0:6, 3:6 |
| Jelena Janković                                                  | 2             | 2:0               | Przeciwko J. Janković: - Carlsbad, lipiec 2013 – 6:2, 4:6, 6:3 - Stambuł, 21 lipca 2015 – 6:4, 3:6, 6:2 |
| Martina Hingis                                                   | 1             | 1:0               | Przeciwko M. Hingis: - Puchar Federacji, 19 kwietnia 2015 – 4:6, 7:5, 6:1 |
| Tenisistki sklasyfikowane najwyżej na 2. miejscu w rankingu WTA  |               |                   | |
| Agnieszka RadwańskaKK                                            | 4             | 1:3               | Przeciwko A. Radwańskiej: - Dubaj, 16 lutego 2009 – 6:4, 6:3 - Eastbourne, czerwiec 2009 – 1:6, 1:6 - US Open, wrzesień 2011 – 2:6, 3:6 - Sydney, 9 stycznia 2012 – 1:6, 1:6 |
| Swietłana Kuzniecowa                                             | 1             | 1:0               | Przeciwko S. Kuzniecowej: - Indian Weels, 13 marca 2009 – 6:2, 4:6, 6:3 |
| Li NaKK                                                          | 1             | 0:1               | Przeciwko N. Li: - Miami, marzec 2009 – 4:6, 7:5, 1:6 - Los Angeles, sierpień 2009 – walkower (nie wliczany) |
| Petra Kvitová                                                    | 1             | 0:1               | Przeciwko P. Kvitovej: - French Open, 31 maja 2012 – 1:6, 3:6 |
| Anastasija MyskinaKK                                             | 1             | 0:1               | Przeciwko A. Myskinie: - Sztokholm, sierpień 2006 – 6:7(3), 3:6 |
| Tenisistki sklasyfikowane najwyżej na 3. miejscu w rankingu WTA  |               |                   | |
| Nadieżda Pietrowa                                                | 2             | 0:2               | Przeciwko N. Pietrowej: - ’s-Hertogenbosch, 23 czerwca 2012 – 4:6, 3:6 - Miami, 18 marca 2014 – 5:7, 6:1, 4:6 |
| Tenisistki sklasyfikowane najwyżej na 4. miejscu w rankingu WTA  |               |                   | |
| Francesca Schiavone                                              | 3             | 3:0               | Przeciwko F. Schiavone: - Hobart, styczeń 2009 – 6:3, 7:6(4) - Moskwa, 15 października 2012 – 6:3, 6:1 - Auckland, 6 stycznia 2015 – 6:4, 7:5 |
| Kimiko Date                                                      | 1             | 0:1               | Przeciwko K. Date: - Montreal, sierpień 2010 – 1:6, 6:3, 6:7(2) |
| Samantha Stosur                                                  | 1             | 0:1               | Przeciwko S.Stosur: - Wimbledon, 1 lipca 2015 – 3:6, 4:6 |
| Tenisistki sklasyfikowane najwyżej na 5. miejscu w rankingu WTA  |               |                   | |
| Daniela Hantuchová                                               | 6             | 4:2               | Przeciwko D. Hantuchovej: - Warszawa, maj 2009 – 3:6, 1:6 - Pattaya, luty 2012 – 3:6, 2:6 - Carlsbad, 17 lipca 2012 – 6:4, 7:5 - Stanford, lipiec 2013 – 7:6(7), 7:6(7) - Auckland, 8 stycznia 2015 – 1:6, 6:3, 6:1 - Monterrey, 5 marca 2015 – 6:2, 6:4                                   |
| Angelique Kerber                                                 | 2             | 0:2               | Przeciwko A. Kerber: - Tokio, 26 września 2012 – 1:6, 1:6 - Londyn, 24 czerwca 2014 – 2:6, 4:6 |
| Sara Errani                                                      | 2             | 0:2               | Przeciwko S. Errani: - Budapeszt, lipiec 2006 – 6:7(0), 6:0, 1:6 - Madryt, maj 2013 – 3:6, 1:6 |
| Anna CzakwetadzeKK                                               | 1             | 1:0               | Przeciwko A. Czakwetadze: - US Open, sierpień 2010 – 6:3, 6:3 |
| Tenisistki sklasyfikowane najwyżej na 7. miejscu w rankingu WTA  |               |                   | |
| Lucie Šafářová                                                   | 3             | 0:3               | Przeciwko L. Šafářovej: - Toronto, sierpień 2009 – 2:6, 6:2, 6:7(2) - Linz, październik 2009 – 4:6, 4:6 - Ad-Dauha, luty 2012 – 3:6, 4:6 |
| Marion BartoliKK                                                 | 1             | 1:0               | Przeciwko M. Bartoli: - Bruksela, 23 maja 2012 – 6:4, 6:2 |
| Patty SchnyderKK                                                 | 1             | 0:1               | Przeciwko P. Schnyder: - Pekin, październik 2009 – 4:6, 5:7 |
| Tenisistki sklasyfikowane najwyżej na 8. miejscu w rankingu WTA  |               |                   | |
| Alicia MolikKK                                                   | 1             | 1:0               | Przeciwko A. Molik: - Montreal, sierpień 2010 – 6:4, 6:3 |
| Ai SugiyamaKK                                                    | 1             | 0:1               | Przeciwko A. Sugiyamie: - Dubaj, luty 2008 – 3:6, 6:7(4) |
| Tenisistki sklasyfikowane najwyżej na 10. miejscu w rankingu WTA |               |                   | |
| Dominika Cibulková                                               | 7             | 2:5               | Przeciwko D. Cibulkovej: - Londyn, czerwiec 2009 – 2:6, 4:6 - Los Angeles, sierpień 2009 – 6:4 6:7(6) 6:4 - Carlsbad, lipiec 2012 – 4:6, 4:6 - Oeiras, kwiecień 2013 – 2:6, 6:4, 6:4 - Stanford, lipiec 2013 – 5:7, 3:6 - Tokio, wrzesień 2013 – 3:6, 3:6 - Acapulco, luty 2014 – 3:6, 4:6 |
| Marija Kirilenko                                                 | 5             | 2:3               | Przeciwko M. Kirilenko: - Birmingham, czerwiec 2009 – 6:3, 6:3 - New Haven, sierpień 2009 – 7:5, 1:0 krecz - Seul, wrzesień 2010 – 3:6, 1:6 - Monterrey, kwiecień 2013 – 1:6, 4:6 - Pekin, październik 2013 – 4:6, 4:6                                                                     |
| Flavia PennettaKK                                                | 2             | 1:1               | Przeciwko F. Pennetcie: - ’s-Hertogenbosch, 19 czerwca 2012 – 6:1, 6:1 - Toronto, sierpień 2013 – 3:6, 6:3, 2:6 |

KK Zawodniczka już zakończyła karierę.

## Działalność pozasportowa
W 2018 stworzyła markę luksusowych torebek UR by Urszula Radwańska.

## Nagrody i odznaczenia
- Medal Świętego Brata Alberta za wspieranie osób niepełnosprawnych – 2014[15]
- Złoty medal „Za Zasługi dla Polskiego Ruchu Olimpijskiego” – 2021[16]